# Ein Schotte macht noch keinen Sommer
Ein Schotte macht noch keinen Sommer (Original: What We Did on Our Holiday) ist eine britische Tragikomödie aus dem Jahr 2014.

## Handlung
Doug, seine Frau Abi und ihre drei Kinder Jess, Lottie und Mickey fahren gemeinsam nach Schottland zur 75. Geburtstagsfeier von Dougs Vater Gordie, der an Krebs erkrankt ist. Doug und Abi sind zerstritten und stehen unmittelbar vor der Scheidung, Abi ist mit den Kindern bereits aus dem Haus ausgezogen. Doch um Gordie Stress zu ersparen, wollen sie ihm eine heile Familie vorspielen. Dies führt zu zahlreichen komischen Szenen, weil die Kinder diese Anforderungen sowie die ewiggleichen Muster, nach denen ihre Eltern in Streit geraten, karikierend widerspiegeln – die gewissenhafte Lottie etwa führt ein Notizbuch mit allen dafür erforderlichen Lügen. In Schottland bekommt Opa Gordie auch schnell mit, dass etwas nicht stimmt. Lottie erzählt ihm die Wahrheit, und Gordie geht verständnisvoll und tröstend darauf ein. Er selbst erzählt Lottie von seiner Krankheit und dass er nicht mehr lange zu leben hat.
Während die große Feier mit 240 geladenen Gästen vorbereitet wird, lädt Gordie die Kinder, deren Gesellschaft ihm weitaus lieber als die der Erwachsenen ist, zu einem Ausflug am Strand ein. Sie haben dort viel ausgelassenen Spaß, kommen jedoch in einem ernsten Moment auch auf das Thema Tod zu sprechen, wobei Gordie ihnen sagt, er hätte am liebsten eine Wikingerbeerdigung und würde in einem brennenden Boot aufs Meer hinaustreiben. So würden alle Lügen und Streitereien auf der Beerdigung vermieden.
Kurz darauf stirbt Gordie tatsächlich am Strand, während die Kinder im Wasser spielen. Lottie läuft zum Haus, um die Erwachsenen zu benachrichtigen, doch weil diese sich alle streiten, geht sie zurück zum Strand und überzeugt Mickey und Jess davon, ihrem Großvater sofort die Beerdigung zu bereiten, die er sich gewünscht hat – die Erwachsenen würden doch nur alles anders machen. So bauen die Kinder ein Floß aus Treibholz, legen Gordie darauf, übergießen es mit Benzin und lassen es in einer Abschiedszeremonie brennend aufs Meer hinaustreiben, während im Haus nichtsahnend weiterhin die Feier vorbereitet wird und die ersten Gäste eintreffen.
Als die Kinder dort ihren Eltern bruchstückhaft die Geschehnisse erzählen, lösen sie blankes Entsetzen aus. Die Polizei untersucht den Fall, während eine Beauftragte des Jugendamts sich der Kinder annimmt. Ein gewaltiger Presserummel entsteht vor dem Haus, da die Boulevardpresse den liebevollen Abschied der Kinder als barbarischen Akt einer zerrütteten Familie darstellt.
Die nun in ihrem Haus eingeschlossenen Erwachsenen geraten immer weiter in Streit, während die Kinder versuchen, die Verhältnisse zu klären. Aus einer entschiedenen Ansage von Lottie, in der sie den Erwachsenen präsentiert, wie lächerlich sie sich verhalten, erkennt die Jugendamtsbeauftragte, dass von ihrer Seite kein Handlungsbedarf besteht. Die Ermittlungen werden eingestellt und die Angehörigen nehmen am Strand von Gordie fröhlich Abschied. Abi und Doug beschließen, ihre Verhältnisse im persönlichen Gespräch zu regeln und aufeinander Rücksicht zu nehmen.

## Hintergründe
Der Film wurde vom 27. Juni bis 2. August 2013 in Glasgow und den Scottish Highlands gedreht. Er lief ab dem 26. September 2014 in den britischen Kinos. In Deutschland wurde der Film am 20. November 2014 veröffentlicht. Andy Hamilton und Guy Jenkin schrieben das Drehbuch. Für Andy Hamilton war der Film sein Kinodebüt.
Die deutsche DVD-Ausgabe wurde unter dem Originaltitel „What We Did on Our Holiday“ veröffentlicht.

## Rezeption

### Nominierungen
- 2014 Valladolid International Film Festival: Bester Film (Andy Hamilton, Guy Jenkin)[6]

### Kritiken
„Die Erwachsenen blamieren sich mit unreifem Benehmen in einer Situation, in der die Kinder Haltung zeigen und zu einer großen Geste finden […] Reichlich schwarzer britischer Humor mischt sich […] mit Witzeleien für den Hausgebrauch, das schlichte Unglaubwürdige und das grandiose Unpackbare fließen ineinander, erst geht es lakonisch, gemächlich und gutartig zu, dann wird es rasant, bissig und zugespitzt.“

„Mit ihrer originellen Tragikomödie ist den britischen Comedy-Regisseuren Andy Hamilton und Guy Jenkin eine abwechslungsreiche Geschichte über das Leben gelungen, die weder die Moralkeule schwingt, noch unangenehme Themen scheut. Tolle Darsteller, eine kurzweilige Inszenierung und realitätsnahe Figuren setzen ein großes Ausrufezeichen hinter die Vielfalt des europäischen Kinomarktes!“